# Portage de la Hauteur des Terres
Le portage de la Hauteur des Terres (anglais : Height of Land Portage) est un sentier de Portage situé sur la frontière entre le Canada et les États-Unis, qui franchit le partage des eaux laurentien entre les deux bassins versants se dirigeant vers l'océan Arctique ou l'océan Atlantique. Il est situé sur la route frontalière des Voyageurs, qui permettait au XVIIIe et XIXe siècles de relier Montréal à Winnipeg en canot pour la traite des fourrures. Il a été utilisé durant plusieurs siècles par les Amérindiens comme route commerciale et ensuite par les voyageurs comme route d'accès aux postes de traite des fourrures de l'Ouest canadien. Il est ensuite devenu une partie de la frontière entre l'Amérique du Nord britannique et des États-Unis à la suite de la Guerre d'indépendance des États-Unis. Le portage a été inscrit au Registre national des lieux historiques et est reconnu comme site historique d'État par le Minnesota.
Le portage est partagé entre le parc provincial La Vérendrye en Ontario et le Boundary Waters Canoe Area Wilderness (en) au Minnesota. Il a conservé son usage initial, mais il a maintenant un usage récréatif plutôt que commercial. 

## Géographie
Les hautes terres du portage sont situées de part et d'autre de la frontière entre le Canada et les États-Unis. Elles délimitent la ligne de partage des eaux au niveau du bouclier canadien. D'un côté s'écoule la rivière à la Pluie en direction du lac Winnipeg et du fleuve Nelson pour aller se jeter dans la baie d'Hudson, et de l'autre côté, s'écoule la rivière Pigeon en direction du lac Supérieur, du fleuve Saint-Laurent et de l'océan Atlantique. 
Les hautes terres du portage s'élèvent à une altitude de 480 mètres. Plusieurs parcs s'étendent autour de ce lieu ; côté américain, la Forêt nationale de Superior et le parc national des Voyageurs, côté canadien, le Parc provincial Quetico et le Parc provincial La Vérendrye.

## Histoire
Les deux bassins versants communiquent par un étroit isthme, qui durant la période de la Nouvelle-France, fut le lieu de passage obligé du portage des embarcations et canoés des trappeurs et des coureurs des bois pour passer d'un bassin versant à l'autre, lors de leurs explorations, puis expéditions vers le lac des Bois et la baie d'Hudson pour commercer avec les différentes tribus amérindiennes. Pierre Gaultier de Varennes et de La Vérendrye ou Jacques de Noyon furent parmi ces pionniers qui s'aventurèrent par cette voie d'eau pour la traite des fourrures.
Le traité de Paris de 1783, signé le 3 septembre 1783, entre les représentants des treize colonies américaines et les représentants britanniques et qui mit un terme à la guerre d'indépendance des États-Unis en obligeant la Grande-Bretagne à reconnaître l'indépendance des États-Unis d'Amérique, fixa la frontière entre le Canada et les États-Unis le long de cette étroite bande de terre qui sépare et relie les deux bassins versants des hautes terres de portage.